# Animação Rubber hose
Animação Rubber hose foi o primeiro estilo de animação padronizado na indústria americana de animação. A principal característica do estilo são "membros de mangueira de borracha" (em inglês, rubber hose) — braços e, às vezes, pernas, que são tipicamente simples, curvas fluidas, sem articulação (sem pulsos ou cotovelos articulados).

## História

### Começos e ascensão
Nos primeiros dias da animação desenhada à mão na década de 1920, as principais áreas dos estúdios não eram em Hollywood, mas em Nova York. A animação era um fenômeno novo e não havia animadores experientes; no entanto, havia artistas especializados trabalhando nos jornais, criando histórias em quadrinhos em uma época em que até as próprias histórias em quadrinhos eram relativamente novas. Muitos deles ficaram fascinados com a introdução de desenhos em movimento e os viam como novas possibilidades e desafios para usar suas habilidades em algo que consideravam mais emocionante do que as tiras de jornais.
Por esse motivo, muitos dos primeiros desenhos animados tinham muitas semelhanças com as tiras de quadrinhos em movimento. Os artistas experimentaram o que funcionou e o que não funcionou, e o que eles podiam e não podiam fazer. Nas tiras, eles não precisavam pensar em seu trabalho em três dimensões ou em como se moviam, mas, ao mesmo tempo, esse aspecto extra lhes dava a oportunidade de introduzir gags e elementos não possíveis em fotos cômicas. Além disso, como os desenhos precisavam ser produzidos em massa para criar a ilusão de movimento, eles tiveram que chegar a um compromisso em que os personagens eram menos detalhados e demorados, mas ao mesmo tempo vivos e complexos o suficiente. À medida que os animadores ganhavam experiência através de tentativas, erros e colaborações, os desenhos animados se tornaram mais profissionais e dominados por regras específicas de como fazê-los.
Os estúdios tinham que ser sensíveis a qualquer nova tendência de negócios para sobreviver à concorrência. Uma conseqüência disso foi que o estilo e o design dos desenhos animados mais bem-sucedidos e populares tiveram um grande impacto no restante dos negócios de animação. Um dos primeiros exemplos foi Felix the Cat, que rapidamente gerou imitadores em diferentes estúdios. Combinado com a evolução natural da animação, isso resultou em um design dominante que seria conhecido como estilo de mangueira de borracha, apesar das diferenças individuais entre os estúdios. Bill Nolan é creditado com a introdução deste estilo de animação.

### Queda e decadência
A animação Rubber hose desapareceu gradualmente, à medida que os desenhos foram ficando mais sofisticados, especialmente pela Walt Disney. Disney queria tornar seus desenhos mais realistas e fazê-los seguir as mesmas regras da ação ao vivo, uma direção que mais tarde seria chamada de animação completa. Disney viu a animação como um substituto potencial para a ação ao vivo, onde ele poderia fazer o que era impossível na ação ao vivo, uma vez que atingisse suas exigências de realismo. Essa direção não permitiu os corpos de fluido vistos no estilo das mangueiras de borracha e, devido ao sucesso da Disney, essa tendência foi difundida pelos demais produtores de desenhos animados por demanda de seus distribuidores de Hollywood.
As marcas registradas de mangueira de borracha apareceram em alguns desenhos posteriores, incluindo Tex Avery para MGM, The Warner Siblings para WB Animation ou Ren e Stimpy, mas o estilo original e sua influência se tornaram parte da história da animação no início dos anos 30, e saiu de moda em meados da década de 1930. A Fleischer Studios o manteve por mais tempo, finalmente se adaptando ao estilo de animação mais contemporâneo da Costa Oeste em 1940. A influência do estilo, no entanto, ainda continua até o presente, com programas como Adventure Time incorporando alguns dos elementos da animação Rubber hose.

## Influência na mídia moderna
Embora atualmente não haja muitos usos da animação de mangueira de borracha, existem algumas mídias que prestam homenagem ao estilo de animação.

### Curtas teatrais de animação
Em 2013, o Walt Disney Animation Studios produziu um curta-metragem de comédia em 3D, usando o estilo. Pegue um cavalo! combina animação em preto-e-branco desenhado à mão e cor animação CGI, a curto apresenta os personagens de final de 1920 desenhos de Mickey Mouse, e apresenta gravações de arquivo de Walt Disney em um papel póstumo como Mickey Mouse. É o primeiro curta original de animação teatral de Mickey Mouse desde Runaway Brain (1995) e a primeira aparição de Oswald, o Coelho da Sorte, em uma produção animada da Disney em 85 anos.

### Videogames
Alguns videogames usam animação de mangueira de borracha, incluindo Kingdom Hearts, Epic Mickey, Skullgirls, Bendy and the Ink Machine e Cuphead . Kingdom Hearts usa o estilo de animação de mangueira de borracha em um dos níveis como uma homenagem à maneira clássica de animação. Epic Mickey é um jogo da Disney que utiliza o estilo clássico dos personagens da Disney, trazendo-os de volta ao visual dos anos 30. Skullgirls inclui o personagem jogável "Peacock", cujo design visual e ataques se baseiam nos tropos de animação da década de 1920. Os personagens de Bendy e da Máquina de Tinta são baseados na animação de mangueira de borracha da década de 1920, com a aparência de velhos desenhos em preto e branco. A animação para cada um dos numerosos personagens e criaturas de Cuphead depende muito de técnicas pioneiras no estilo de animação; seus criadores queriam que os jogadores sentissem como se estivessem assistindo a um desenho animado dos anos 30.

### Televisão
O episódio de Futurama "Reincarnation", em seu segmento "Colorama", utiliza animação Rubber hose. Nesta parte do episódio, os personagens são bastante animados e têm um ar de diversão sobre eles.
Outro uso proeminente da animação de mangueira de borracha é o Mickey Mouse, da Disney Television. A série tem a mesma sensação dos curtas originais do Mickey Mouse, ao mesmo tempo em que fornece uma atualização moderna com o uso extensivo de Toon Boom e animação em Flash, e "apresenta o Mickey em uma ampla gama de situações humorísticas que mostram sua coragem e malandragem, juntamente com sua charme de longa data e bom coração.
No episódio Truth or Square da série de televisão Bob Esponja Calça Quadrada, Patchy o Pirata apresenta um filme de como o desenho seria como se tivesse sido feito nos anos 50. No filme, a animação é feita em animação Rubber hose e a música usada é chamada Rubber Hose Rag.
Happy Tree Friends, da Mondo Media é feito no estilo Rubber hose usando animação em Flash e a maioria dos personagens tem 'olhos de torta', que têm a forma do corpo do PAC-MAN e que se assemelham aos olhos dos personagens de mangueira de borracha do ouro período desse estilo de animação, nas décadas de 1920 e 1930.

Em Steven Universe: The Movie, o principal antagonista, Spinel, é animado nesse estilo, mas outros personagens permanecem animados no estilo mais contemporâneo típico da série até agora. Spinel usa esse movimento elástico e desarticulado para sua vantagem, esticando e transformando seus membros em objetos que ela usa na batalha para obter vantagem. Sua música principal e a maioria de seus temas musicais estão em Electroswing, um toque moderno da música do período em que a inspiração de personagem de Spinel veio.